# Czarodzieje z Waverly Place: Film
Czarodzieje z Waverly Place: Film (ang. Wizards of Waverly Place: The Movie) – amerykański film przygodowy w reżyserii Lva L. Spiro, opowiadający o przygodach rodziny czarodziejów.
Premiera w Stanach Zjednoczonych miała miejsce 28 sierpnia 2009 roku. W Polsce premiera filmu odbyła się 31 października 2009 roku o godzinie 11:30, jednak bez polskiego dubbingu. Premiera z polską wersją językową odbyła się tego samego dnia o godz. 15:00.

## Fabuła
Rodzina Russo wyjeżdża na wakacje na Karaiby, gdzie poznali się rodzice Alex (Selena Gomez), Justina (David Henrie) i Maxa (Jake T. Austin). Alex jest zła na rodziców, że musi jechać z nimi. Przez przypadek dziewczyna wypowiada życzenie, aby jej rodzice (Jerry i Theresa) nigdy się nie spotkali. Życzenie spełnia się. Aby naprawić sytuację, Alex i Justin przedzierają się przez dżunglę, by odnaleźć kamień snów, który odwoła zaklęcie. Tymczasem Max stara się, aby rodzice znów się w sobie zakochali. Podczas przygody więź między Alex a Justinem umacnia się. Kiedy zdobywają kamień snów, ten zostaje im odebrany, a do komnaty wchodzą Max i ich rodzice. Alex i Justin myślą, że Max odwrócił czar, ale tak się nie stało. Wracają na wybrzeże i próbują rodzicom przypomnieć, kim są. Efekty życzenia zaczynają się pojawiać – Max traci pamięć, a chwilę potem znika. Theresa odjeżdża, a Jerry wysyła siebie, Alex i Justina na arenę, gdzie ma się rozstrzygnąć, kto zostanie czarodziejem. Rozpoczyna się rywalizacja brata z siostrą. Theresa, mimo że nic nie pamięta, próbuje odebrać kamień snów ukochanej przewodnika Alex i Justina. Udaje jej się to z pomocą właśnie przewodnika, który ponownie za pomocą kamienia zmienia ją w papugę. Rywalizacja na arenie powoli dobiega końca. Dzięki sprytowi wygrywa Alex. Prosi brata o pomoc w odwróceniu życzenia, ale i on traci pamięć, a po chwili znika. Na szczęście przychodzi Theresa z kamieniem snów i Alex życzy sobie, aby wszystko było tak jak przed życzeniem. Alex cieszy się na widok rodziny. Dziewczyna, mimo że mogła zachować zdobytą pełną moc magiczną, oddaje ją, aby dalej uczyć się magii. Rodzeństwo przytula rodziców i wszystko wraca do normy.

## Obsada
- Selena Gomez – Alex Russo
- David Henrie – Justin Russo
- Jake T. Austin – Max Russo
- Maria Canals Barrera – Theresa Russo
- David DeLuise – Jerry Russo
- Jennifer Stone – Harper Finkle
- Steve Valentine – Archie
- Jennifer Alden - Giselle
- Xavier Enrique Torres - Javier
- Marise Alvarez - Greeter
- Jazmín Caratini - barman
- Johnathan Dwayne
- Bettina Mercado
- Veraalba Santa
- Gabriela Alejandra Rosario

## Zaklęcia
- Magio, już nie broń torby więcej, zatrzymaj czar, uwolnij jędzę! - uwalnia kogoś z magicznej torby.
- Jedziemy w złą stronę, Brooklin jest tam, zawróć w drugą stronę, by zawieźć nas tam! - zawraca pociąg/tramwaj/inny pojazd.
- Surfowanie to dla mnie trudna sztuka, ale bratu przyda się też nauka! - próbuje zrzucić Justina z deski.
- Imprezy mi zakazujesz jak zawsze i jak wszędzie, lecz może coś się zmieni i zgodna dzisiaj będziesz! - zaklęty zgadza się na wszystko.
- Imprezy mi zakazujesz jak zawsze i jak wszędzie, lecz może coś się zmieni i... żebyście się z tatą nigdy nie poznali! - sprawia, że Jerry i Theresa się nie znają, a Max, Justin i Alex mogą lada chwila zniknąć.
- Wskaż mi, którędy ruszyć mam, pokaż mi drogę! - odsłania się droga do kamienia snów, ale tylko osobie o czystych intencjach.
- Ja na hiszpańskim spałam smacznie, więc niech mi się tłumaczyć zacznie! - sprawia, że jeśli ktoś powie coś po hiszpańsku, ukazuje się przed nim tłumaczenie.
- Nadchodzi rozstrzygnięcia czas, moc zachowa jedno z was. Spotkajmy się na pradawnej arenie, gdzie spełni się wasze przeznaczenie! - przenosi czarodziejów i sędzię na pradawną arenę, gdzie stacza się walkę o moc.
- Chcę, żeby wszystko było tak jak wcześniej! - wypowiedziane do kamienia snów cofa czas.

## Magiczne obiekty
- Magiczna torba - wciąga tego, kto do niej zajrzy.
- Kamień snów - kamień, który spełni każde życzenie czarodzieja, ale tylko jedno.
- Arena Czarodziei - miejsce, gdzie od lat toczą się konkursy czarodziei o zachowanie mocy.
- Portal - miejsce łączące świat magii, ze światem śmiertelnych.

## Wydanie DVD
Film na DVD w Polsce miał swoją premierę 19 lutego 2010 roku. Film zawiera polską, angielską, węgierską, czeską, rosyjską, bułgarską i rumuńską wersję językową. Płyta DVD zawiera również dodatki: „Kulisy produkcji” oraz „Komentarze aktorów”. Film na DVD ukazał się również w USA, Australii, Niemczech, Francji oraz w Wielkiej Brytanii.

## Kontynuacja
Dnia 3 czerwca 2010 roku ogłoszono, iż powstanie kontynuacja filmu. Niestety w 2011 roku Disney Channel zrezygnował z produkcji drugiego filmu. Cała seria zakończyła się po czwartym sezonie.
Dnia 27 września 2012 roku Disney Channel oficjalnie potwierdził, że film jednak powstanie, lecz jako odcinek specjalny. Zatytułowany został „Powrót czarodziejów: Alex kontra Alex”. Obsada pozostała ta sama, lecz z jednym wyjątkiem. David Henrie nie wziął udziału. Premiera odbyła się 15 marca 2013 roku.

## Wersja polska
Opracowanie wersji polskiej: Sun Studio Polska

Produkcja polskiej wersji językowej: Disney Character Voices International Inc.

Reżyseria: Artur Kaczmarski

Dialogi: Piotr Radziwiłowicz

Kierownictwo produkcji: Beata Jankowska i Marcin Kopiec

Opieka artystyczna: Aleksandra Sadowska i Michał Wojnarowski

Lektor: Andrzej Leszczyński

Udział wzięli:
- Anna Wodzyńska – Alex Russo
- Rafał Kołsut – Justin Russo
- Piotr Janusz – Max Russo
- Jarosław Boberek – Jerry Russo
- Anna Gajewska – Theresa Russo
- Monika Węgiel – Harper
- Leszek Zduń – Javier
- Wojciech Paszkowski – Archie
- Joanna Pach – Giselle
- Beata Wyrąbkiewicz – Barmanka
- Łukasz Talik – Szofer
- Janusz Wituch – Mężczyzna
- Joanna Borer
- Beata Łuczak
- Katarzyna Traczyńska
- Paweł Szczesny

i inni